# Honolulu Museum of Art

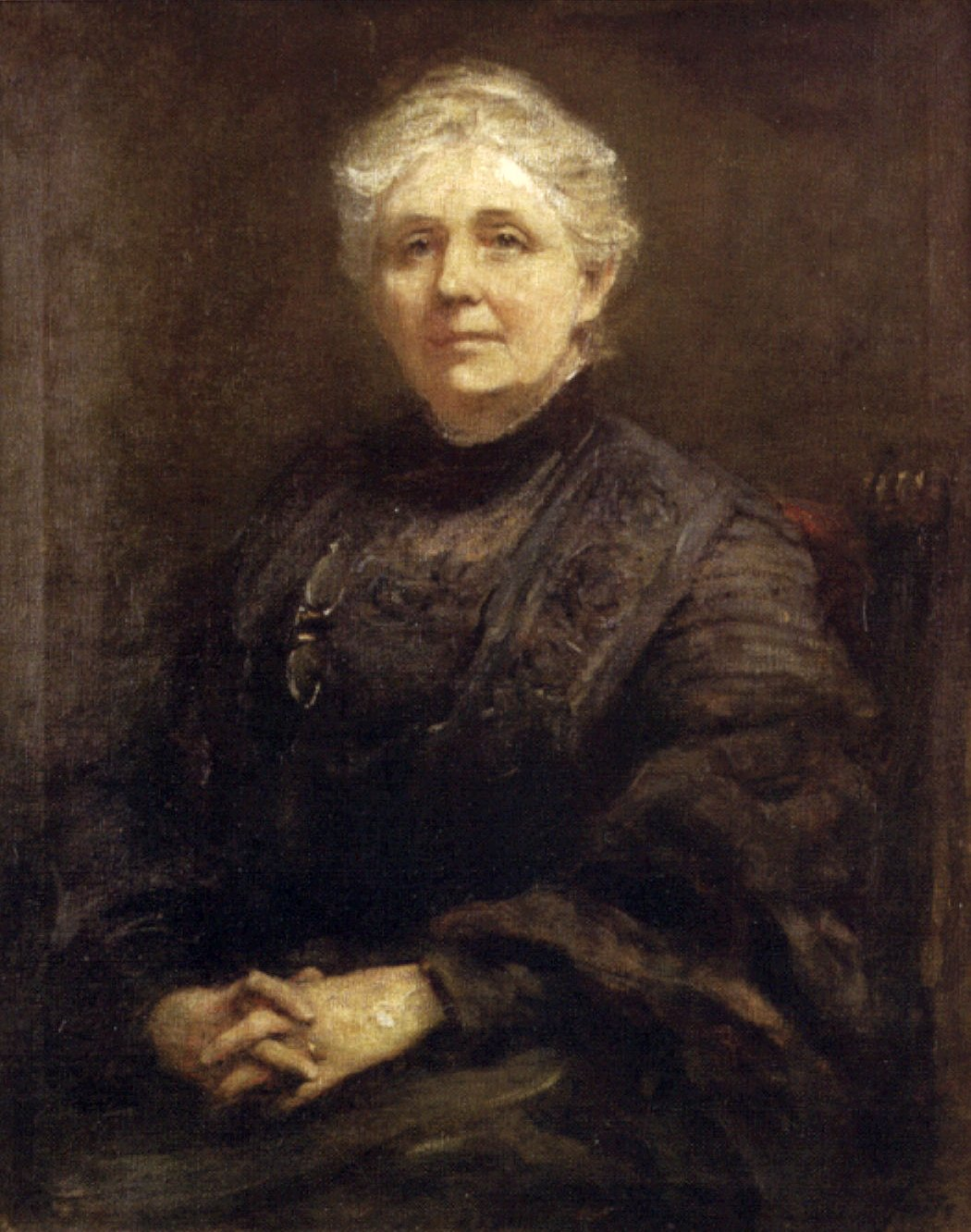
Porträt von Anna Rice Cooke, der Gründerin des Museums (1910)

Das Honolulu Museum of Art gehört zu den wichtigsten und umfangreichsten Museen der USA. Es ist zweigeteilt in ein historisches und ein zeitgenössisches Museum; beide Gebäude befinden sich in Honolulu, der Hauptstadt des Bundesstaates Hawaii auf der Insel Oʻahu.

## Geschichte
Das Museum entwickelte sich aus der privaten Kunstsammlung des Ehepaars Charles Montague Cooke (1849–1909), einem auf verschiedenen Gebieten erfolgreichen Geschäftsmann, und Anna Rice Cooke (1853–1934). Es wurde im Jahr 1922 von der Witwe und ihren Töchtern gegründet und im Jahr 1927 eröffnet. Durch Stiftungen anderer Mäzene wuchsen die Sammlungen des Museums in der Folgezeit enorm an und mussten auf verschiedene Gebäude aufgeteilt werden.

## Contemporary Museum
Das Contemporary Museum befindet sich im historischen Privatgebäude des Spalding House aus dem Jahr 1925. Es wurde seit dem Jahr 1986 zu einem Museum für zeitgenössische Kunst umgewandelt und 1988 eröffnet; eine Dependance befindet sich im Hochhaus des First Hawaiian Center. Im Jahr 2011 wurde das Museum dem Honolulu Museum of Art angegliedert.

## Sammlungen
Die Sammlungen, die beinahe das gesamte Spektrum der Weltkunst umfassen, bestehen mittlerweile aus mehr als 50.000 Einzelstücken, von denen jedoch nur ein kleiner Teil ausgestellt werden kann. Ein Großteil der Exponate entfällt auf kunsthandwerkliche Erzeugnisse aller Art.

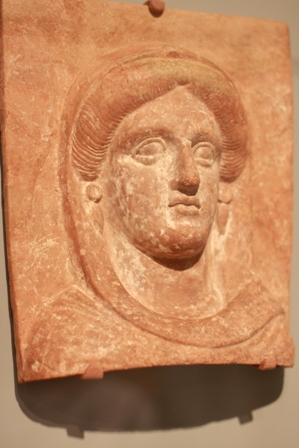
Frauenbüste, Griechenland (4. Jh. v. Chr.)
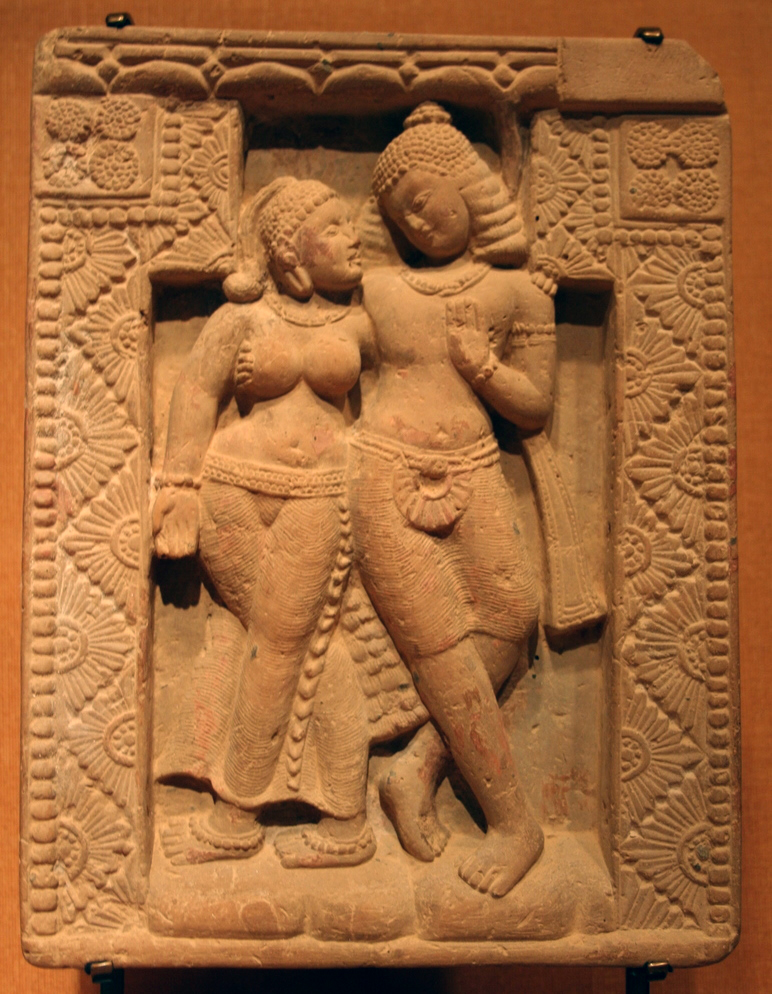
Mithuna, Indien (um 550)
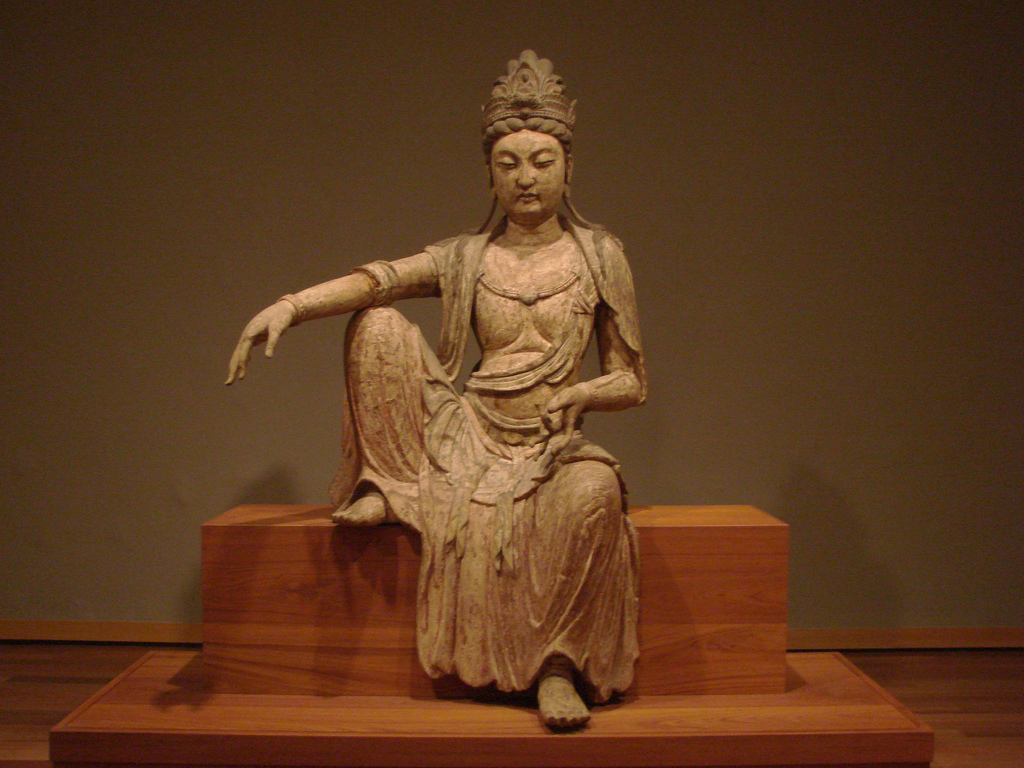
Guanyin, China (um 1025)
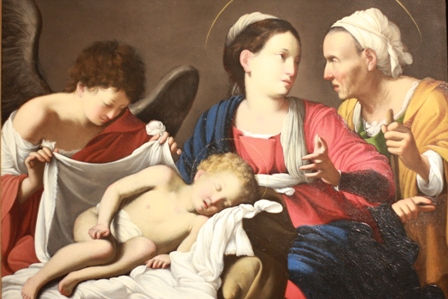
Carlo Saraceni – Maria mit Kind, hl. Anna und Engel (1608)
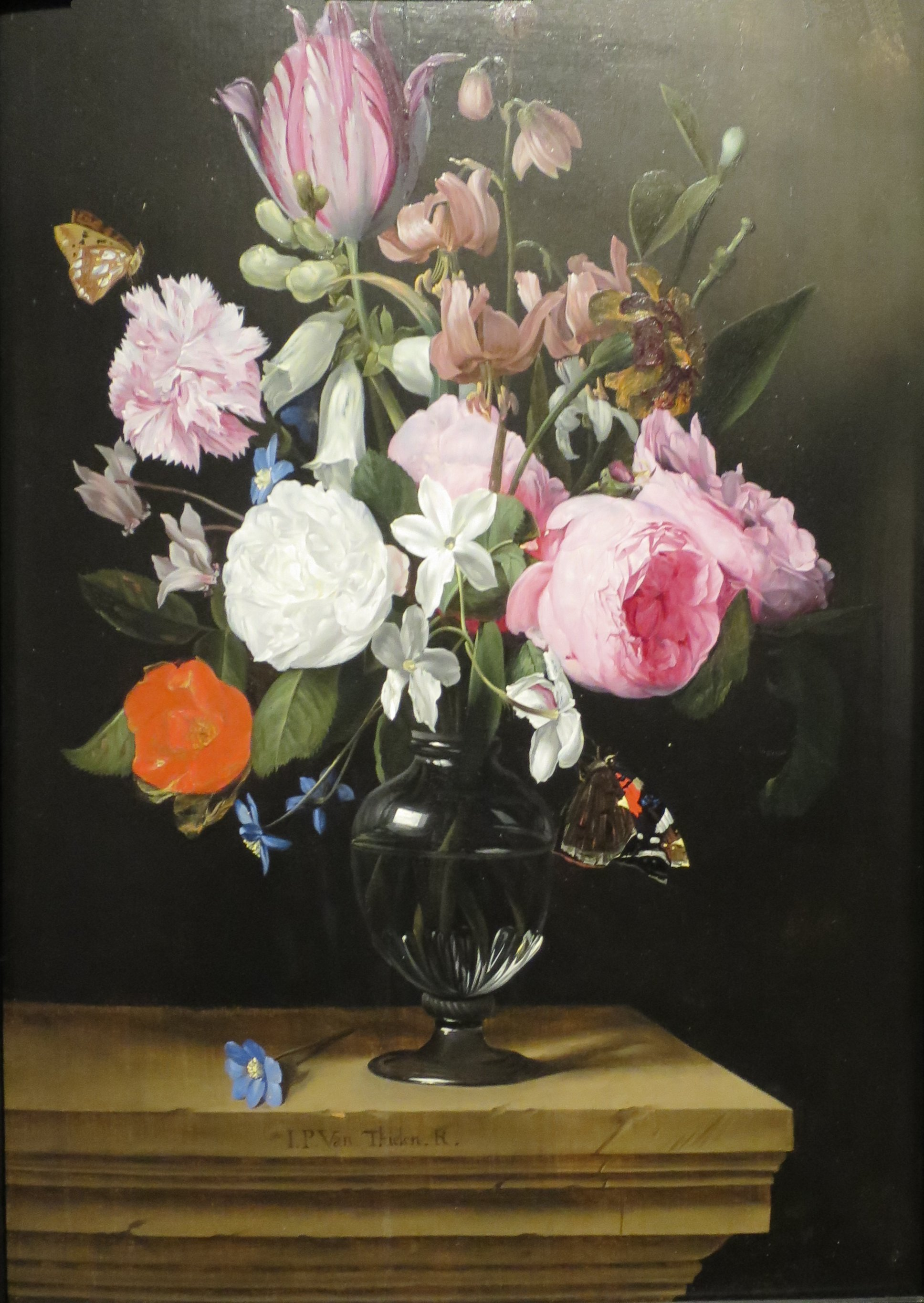
Jan Philip van Thielen – Blumenstillleben (um 1660)
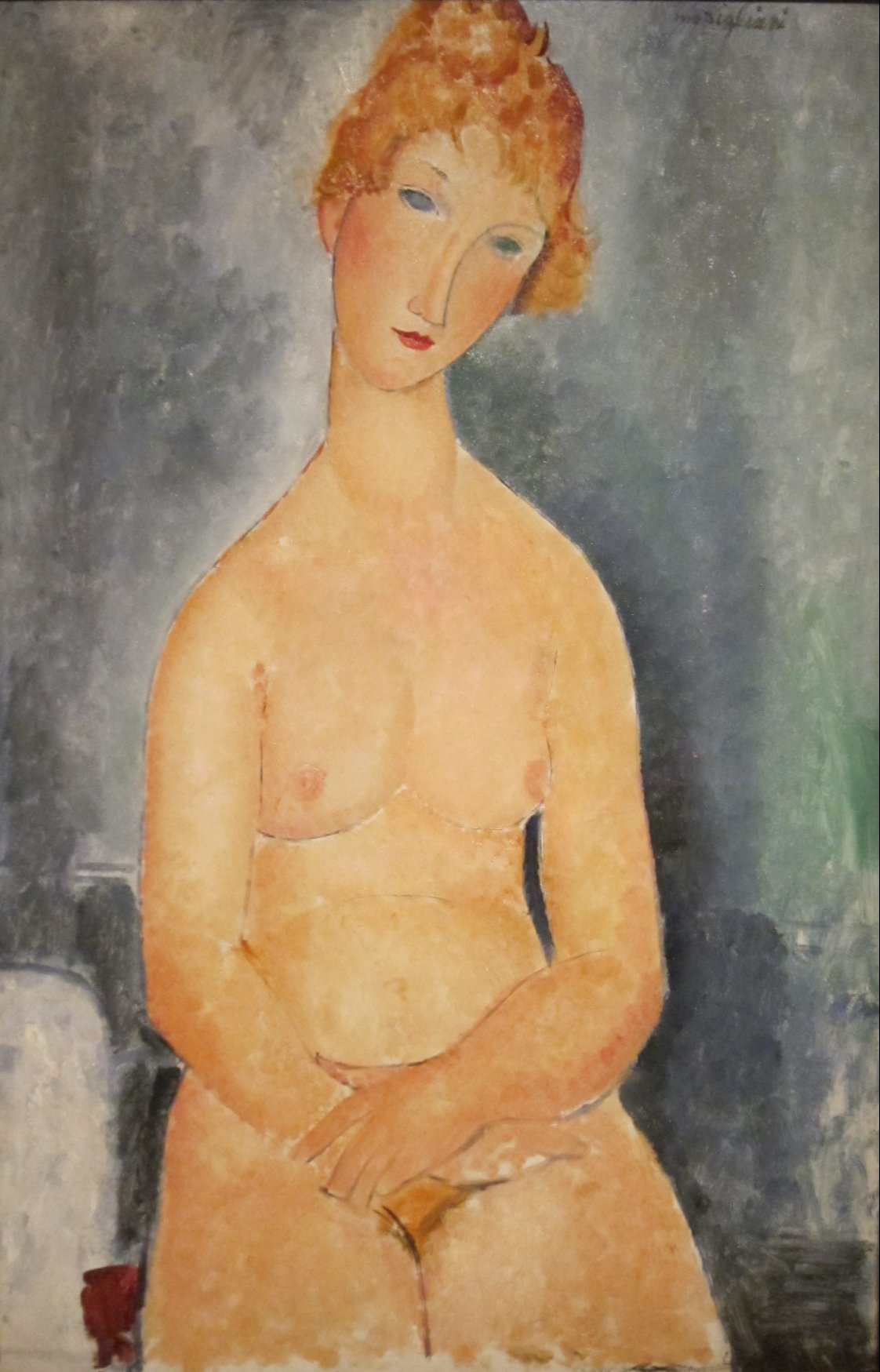
Amedeo Modigliani – sitzende Frau (1918)
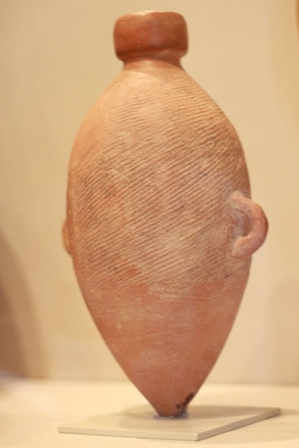
Amphore, China (um 2000 v. Chr.)
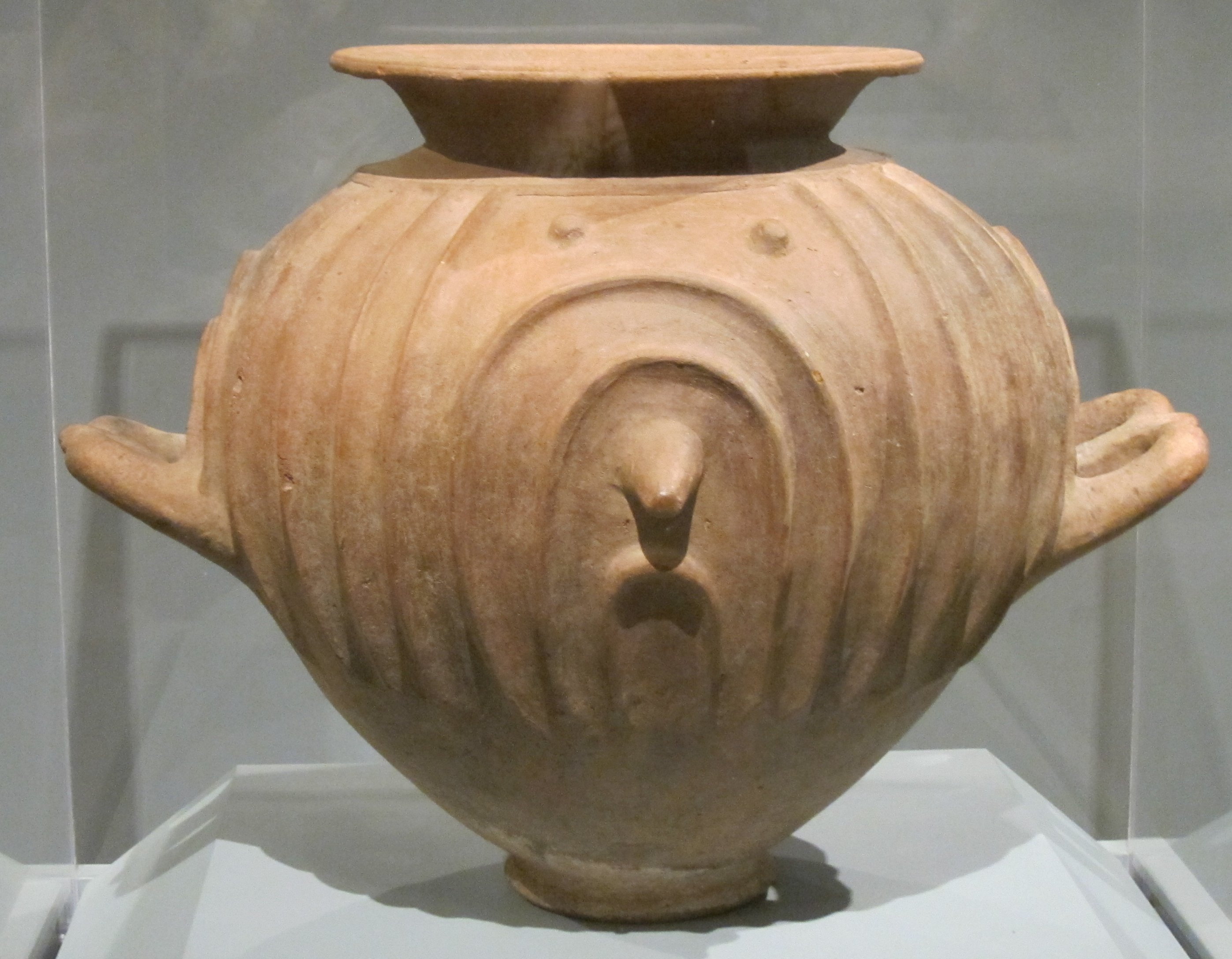
Terrakotta-Urne, etruskisch (um 600 v. Chr.)
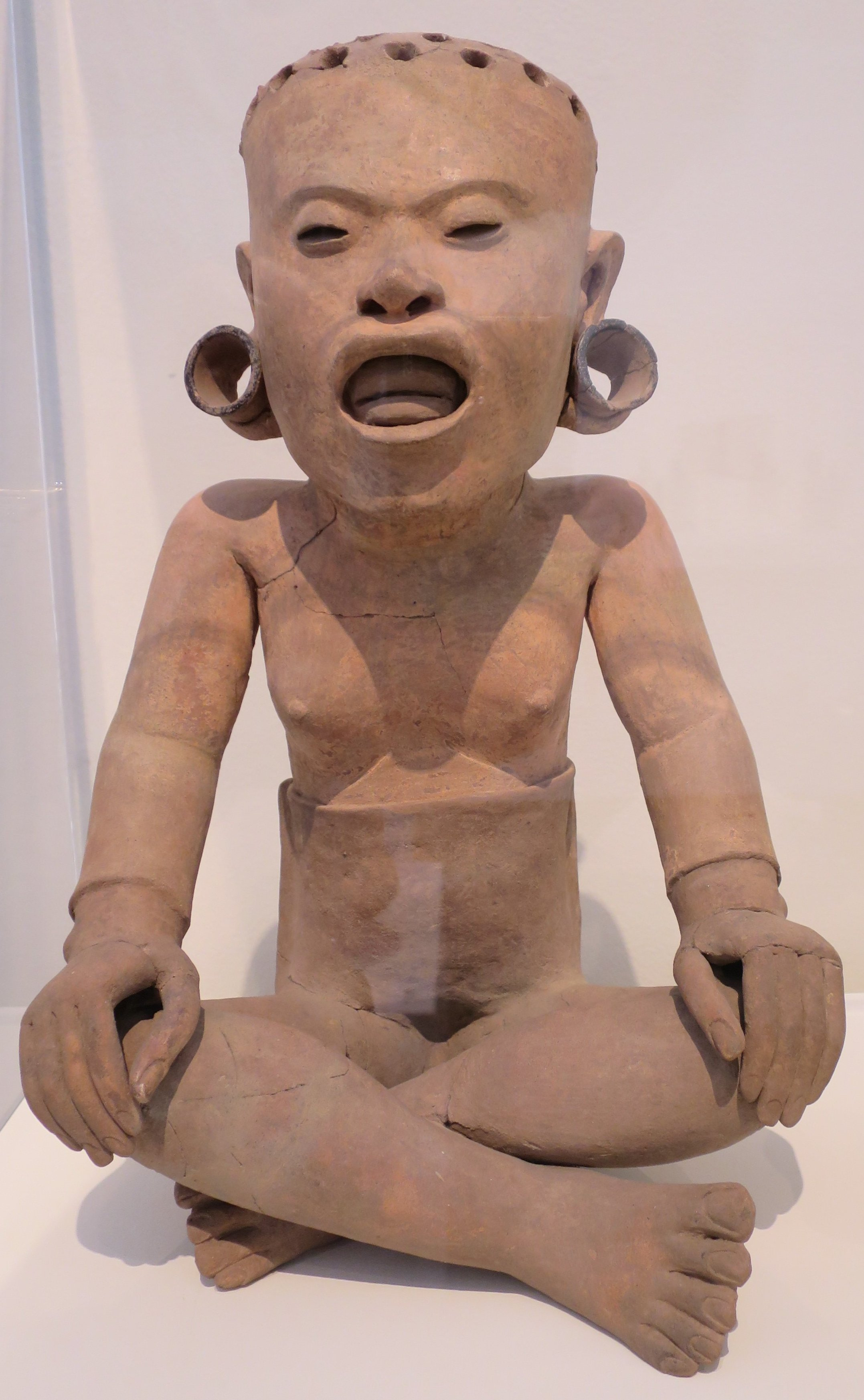
Xipe Totec, Veracruz (um 500 n. Chr.)
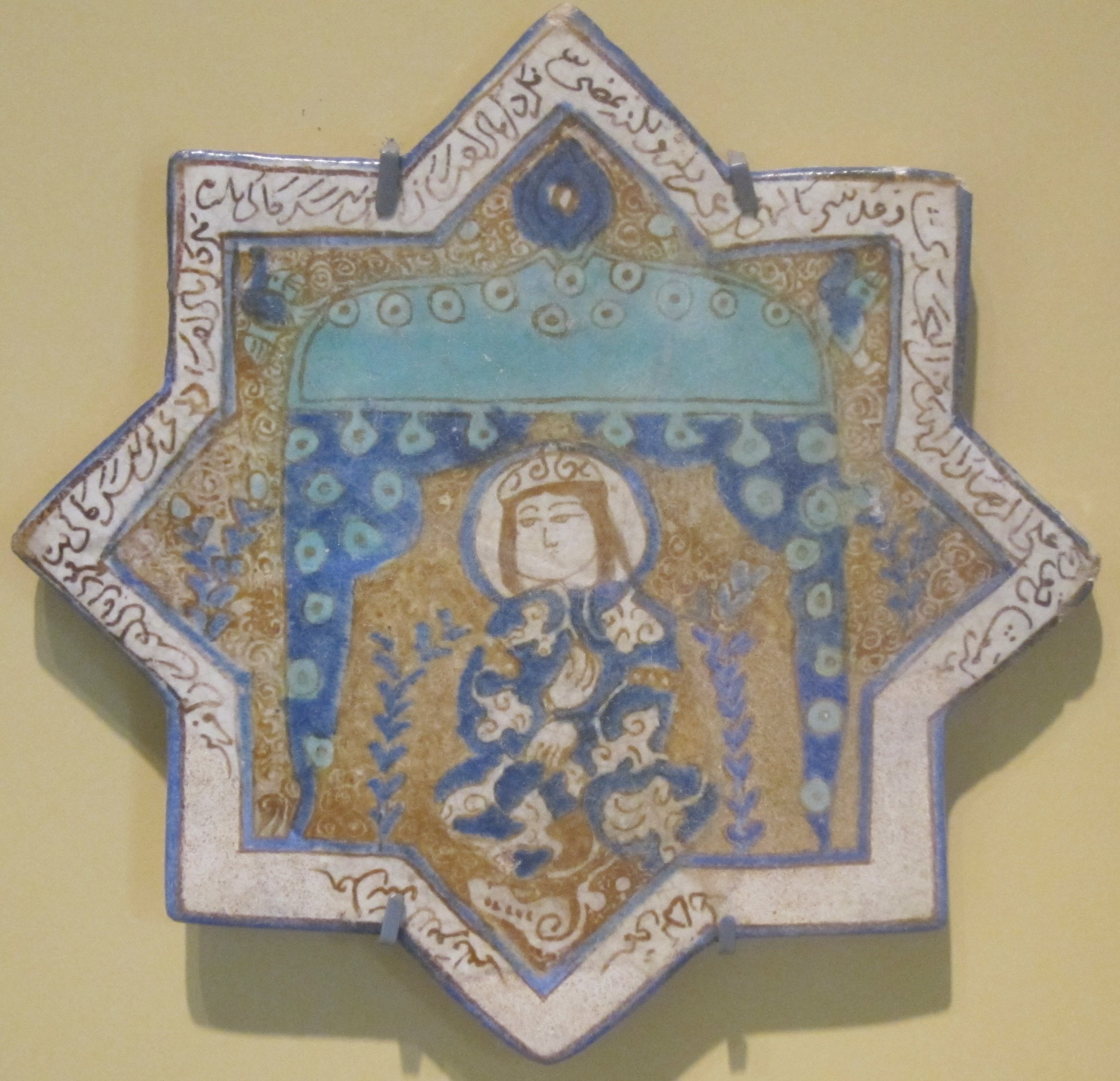
Sternförmige Kachel mit sitzender Frau, Kaschan, Iran (13. Jh.)
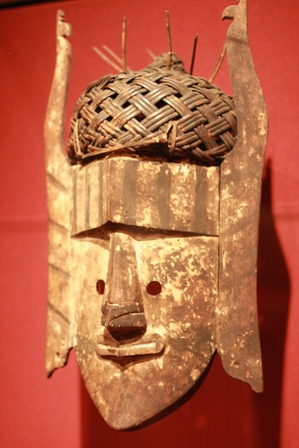
Maske mit Korbhut, Borneo (19. Jh.)
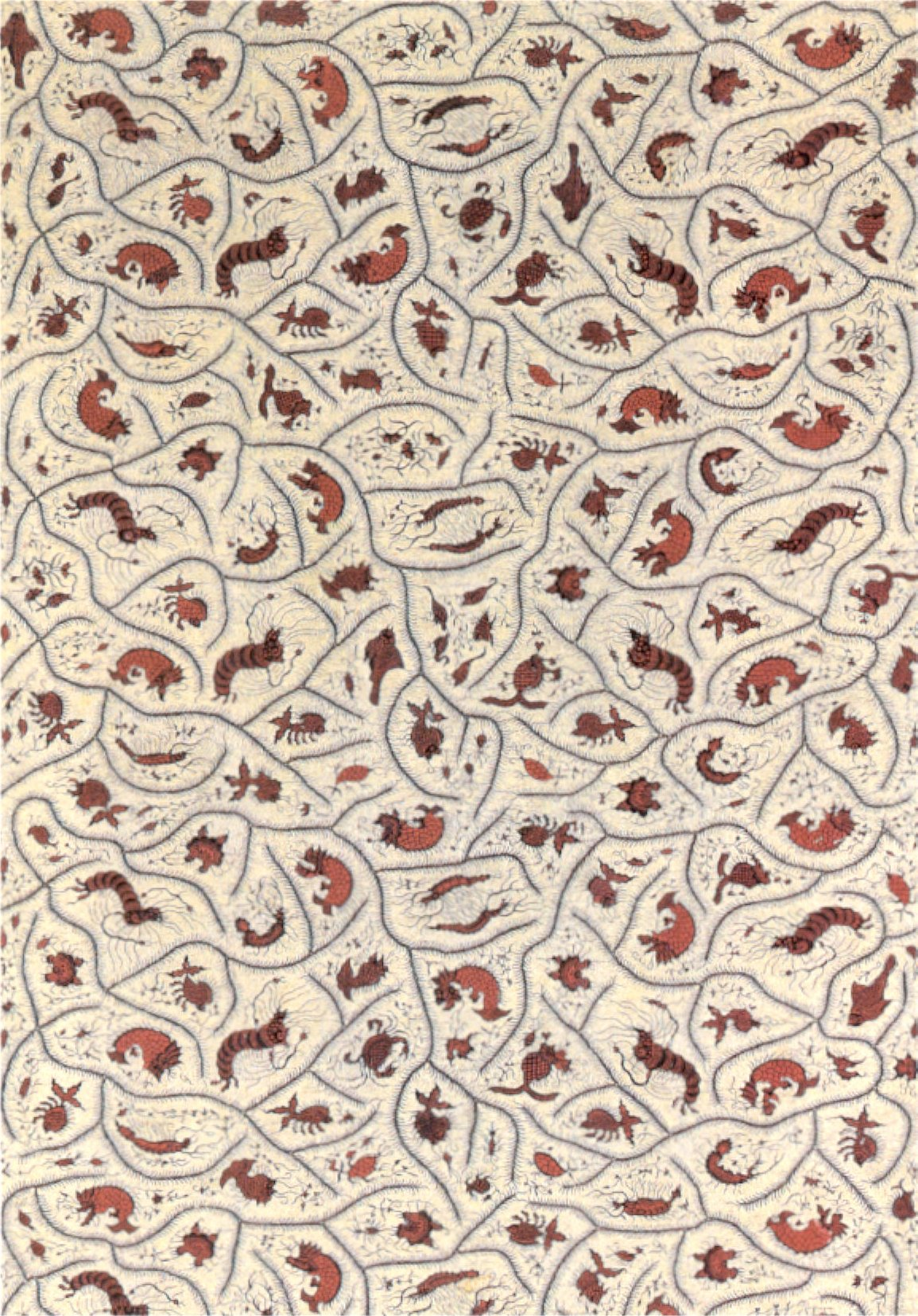
Wickelrock (sarong) mit Raupen und Krebsen, Java (20. Jh.)